# ویر پیدل
ویر پیدل (به انگلیسی: Wyre Piddle) یک روستا و محله مدنی در بریتانیا است که در ویکیون واقع شده‌است. ویر پیدل ۵۳۵ نفر جمعیت دارد.